# Сеоба Срба (слика)
Сеоба Срба, или пун назив Сеоба Срба под патриархом Арсенијом III Црнојевићем, јесте низ од четири сличне уљане слике српског реалисте Паје Јовановића које приказују Србе, предвођене патријархом српским Арсенијем III Црнојевићем, како напуштају Стару Србију током Великих сеоба Срба 1690—1691. године. Прву је наручио карловачки митрополит и патријарх српски Георгије Бранковић 1895. године, и требало је да буде приказана на Миленијумској изложби у Будимпешти сљедеће године. По мишљењу српског свештенства, то је требало послужити легимитизацији српских захтјева за вјерску аутономију и дјелимичну самоуправу у Аустроугарској, подржавајући тврдњу да су Срби напустили своју отаџбину по налогу Светог римског цара како би заштитили хабзбуршке границе.
Прва слика је завршена 1896. године са димензијама 380×580 cm, а нешто касније те године је представљена патријарху Геогрију. Незадовољан, патријарх је од Јовановића затражио да овој рад прилагоди у складу са ставом цркве о сеоби. Иако је Јовановић измјену направио релативно брзо, он то није стигао да уради на вријеме како би била приказана у Будимпешти и стога је морала бити приказана у Патријаршијском двору у Сремским Карловцима. Јовановић је завршио укупно четири верзије слике, од којих су три преживјеле. Прва верзија је изложена у згради Патријаршије у Београду, друга се налази у Народном музеју Панчево а четврта у Конаку кнегиње Љубице у Београду. Сеоба Срба има култни статус у српској популарној култури, а неколико аутора сматра је једним од најбољих Јовановићевих дјела.

## Позадина

### Велика сеоба Срба (1690—1691)
Патријарх српски Арсеније III је 1689. године подстицао Србе са простора Старе Србије на побуну против Османског царства и на подршку хабзбуршком упаду на Балкан. Хабзбурзи и Срби су 2. јануара 1690. године поражени у бици код Качаничке клисуре. Хабзбурзи су почели да се повлаче, подстичући на хиљаде српских сељака да напусте своја огњишта и бјеже на сјевер због страха од османске одмазде. У српској историографији, овај догађај је познат као Велика сеоба Срба. Између 30.000 и 40.000 српских избјеглица прешло је на хабзбуршку територију сјеверно од Дунава, данашњу Војводину, и ту се населили. Избјеглице су дошле са подручја Старе Србије, па су своју нову отаџбину назвали „Нова Србија”. Тим Џуда, новинар специјализован за балканска питања, описао је овај егзодус као један од најтрагичнијих догађаја у српској историји.
Патријарх Арсениј III се 1691. године погодио са Леополдом I, светим римским царем и угарским краљем, при чему су Хабзбурзи гарантовали српску црквену аутономију и одређени степен аутономије, на велико незадовољство Римокатоличке цркве и угарских власти. Леополд I је признао патријарха Арсенија III као вођу хабзбуршких Срба и по духовним и свјетовним питањима и указао је на то да ће ту моћ имати сви будући патријарси. Сремски Карловци су 1712. године постали сједиште српске патријаршије на подручју Хабзбуршке монархије.

### Почетак радова
Почетком деведесетих година 19. вијека, угарски званичници су најавили планове о одржавању Миленијумске изложбе у Будимпешти 1896. године; изложба је била намијењена обиљежавању хиљадите годишњице мађарског освајања Карпатског басена, тиме потврђујући угарски „национални и територијални легитимитет” и мађарско „природно и историјско право у подручјима у којима су живјели”. Изложба је одржана у Варошлигету (градски парк) у Будимпешти. Изложбе су подијељене на дванаест различитих области, од којих је једна визуелна умјетност. Главни експонат изложбе била је слика Освајање карпатског басена, коју је насликао најистакнутији мађарски историјски сликар Михај Мункачи, и била је изложена у Згради угарског парламента. Изграђено је неколико павиљона у којима су приказивана културна и индустријска достигнућа немађарских народа који живе на подручју Земаља круне Светог Стефана у Аустроугарској, од којих је један био намијењен Србима.
У прољеће 1895. године, по налогу митрополита карловачког и патријарха српског Георгија, Саборски синод Карловачке патријаршије упослио је младог реалисту Пају Јовановића да наслика Сеобу Срба, са намјером да то дјело буде приказано као дио српског павиљона. Патријарх Георгије је првобитно имао намјеру да за сликара изабере Уроша Предића, али је Предић рекао да ће му бити потребне двије године за завршетак дјела. Јовановић је патријарха убиједио да слику може завршити за осам мјесеци. Јовановић је за Изложбу требало да наслика два дјела, а друго дјело је био Вршачки триптих, који је наручио градски савјет Вршца.
У очима свештенства, Сеоба Срба помогла би легализовању српских тежњи ка вјерској аутономији и дјелимичној самоуправи у Аустроугарској. Према званичном ставу Цркве, Леополд I је затражио да се Срби са подручја Старе Србије населе уз османско-хабзбуршку границу, како би створили тампон зону против даљих османских освајања и црквени великодостојници су намјеравали да Јовановић својим дјелом одрази овај став. Дакле, слика је имала значајне политичке импликације. Хабзбуршки Срби су сматрали да је договор између Леополда I и патријарха Арсенија легитимисао њихове тежње ка земљи коју су насељавали. Хрватски националисти су Србе називали „незваним гостима” који су добили само Леополдово обећање аутономије, након што су се доселили у хабзбуршке земље. Циљ Сеобе Срба био је да испита историјске и политичке нарације које су просљеђивали мађарски и хрватски сликари, а чији су радови такође били изложени.

### Припрема
Синод је Јовановићу понудио могућност да себе представи као озбиљног историјског сликара, с обзиром на то да је предмет рада био догађај од међународног значаја и да је слика требало да буде изложена у страној пријестоници. Да би се осигурало да Сеоба Срба буде историјски вјеродостојна, Јовановић је проучавао аутентично средњовјековно оружје, ношње и друге предмете, а касније је стечено значење уклопио у композицију. Такође је проучавао средњовјековну историју, прикупио етнографске доказе и консултовао је историчаре. Црква је од историчара и свештеника Илариона Руварца тражила да консултује Јовановића о историјским детаљима сеобе и да га прати током посјете фрушкогорским манастирима, гдје је млади умјетник с времена на вријеме проучавао низ савремених извора и предмета из тог времена.
Историчар умјетности Лилијен Филиповић-Робинсон напомиње да је Јовановић у дјело уграђивао савремене технике и да је емулирао натуралистички приступ савремених пејзажних сликара, показујући да се налазио „у лагодности са умјетношћу из прошлости и оном из његовог времена”. Композиција је означила значајно одступање за Јовановића, који је до тада биљежио углавном оријенталистичке радове, за разлику од оних који су описивали одређене тренутке из српске историје.

## Историја

### Оригинал
Димензије оригиналног уља на платну износе 380×580 cm. На слици је приказан патријарх Арсеније III како предводи десетине хиљада Срба у изгнанство, јашући коња са истакнутом српском заставом. У непосредној вези са Библијом, слика подсјећа на Мојсија који је предводио изабрани народ из Египта. Иронија је била, према Џуду, да је патријарх предводио народ из обећане земље. Патријарх и још четири фигуре доминирају композицијом, неуједначено са ширином платна, умјесто да ће крећу у правој линији. „Они се истичу у првом плану”, пише Филиповић-Робинсон, „усмеравајући око кроз дијагонале и кривине њихових тијела и гестова до сљедеће линије слика иза њих. Свака наредна линија води ка сљедећој.”. На слици су присутне све старосне групе, а Јовановић је посебну пажњу посветио њиховим лицима. Хиљаде фигура које јашу коње и иду пјешке јављају се у позадини прије него што се на крају стопе са хоризонтом. Лијева позадина приказује српске ратнике који уздижу своја копља ка небу, док се на десној позадини истичу дрвени вагони који носе породице у изгнанство. На десној страни првог плана, старац тјера стадо оваца. Десно од патријарха, мајка и њен синчић јашу коња који носи њихове ствари. Жена је супруга војсковође Јована Монастерлије, а дијете је његов син. Ратник с брковима која хода испред њих, са мачем окаченим о појасу и пушком наслоњеном на раме, „корача хотимице у будућност”. Ратникова десна рука умрљана је крвљу и везана је бијелим завојем.
Када је патријарх Георгије први пут видио слику, био је незадовољан приказом сеобе, нарочито због приказа оваца и вагона који носе жене и дјецу, рекавши да изгледају као „руља у бјекству”. Извор патријарховог незадовољства био је различито тумачење онога што је првобитно довело до сеобе; Црква је тврдила да је патријарх Арсеније III једноставно одговорио на позив светог римског цара да крене на сјевер. Након што је проучавао Руварчево дјело, Јовановић је стекао утисак да је страх од османске одмазде, а не жеља да се заштите хабзбуршке границе, навела Србе да напусте своја огњишта. Јовановић је вратио слику у свој атеље и промијенио је према патријарховој жељи; уклонио је овце, дрвене вагоне, жену и њеног синчића, постављајући стилизоване ратнике на њихово мјесто. Такође је поставио Леополдово писмо, којим је наводно позвао Србе да се населе у данашњој Војводини, у руке Исаије Ђаковића, свештеника који јаше поред патријарха Арсенија III. Иако су те промјене учињене релативно брзо, Јовановић их није могао урадити на вријеме да би слика била изложена у Будимпешти. Дакле, само је Вршачки триптих био приказан на Миленијумској изложби.
Сеоба Срба откривена је у Патријаршијском двору у Сремски Карловцима 1896. године. Ту се налазила све до 1941. године, када су усташе опљачкале двор и украле слику, коју су изрезали из оквира и однијели у Загреб, гдје је остала до краја рата. Након рата, слика је враћена у Србију; накратко је била изложена у Народном музеју у Београду, а потом је враћена Српској православној цркви. На крају је изложена у згради Патријаршије у Београду, гдје се налази и данас. Рестаурација слике је почела 2004. године.

### Остале верзије
Док је радио на слици коју је наручио патријарх, Јовановић је отпочео радове на другој верзији слике, на којој је задржао жену и њеног синчића, стадо оваца и кола која превозе избјеглице. Тиме се, како Филиповић-Робинсонова тврди, показује „Јовановићева непоколебљивост увјерења и умјетнички интегритет”. Друга верзија је мања од првобитне и њене димензије су 126×190 cm. Као и прва, довршена је 1896. године и постала је позната као „Панчевачка верзија” како ју је Народни музеј Панчево набавио седамдесетих година 20. вијека. Недуго након довршетка ове верзије, Панчевачку верзију купио је загребачки умјетнички колекционар Петар Николић, уз право на објављивање литографских репродукција наредних педесет година. Те репродукције су постале веома популарне и могле су се наћи у српским домовима до краја 20. вијека. Како је Панчевачка верзија постала прва литографска репродукција, уједно је и постала најпознатија верзија слике. Била је изложена на Универзалној изложби (свјетска изложба) у Паризу 1900. године.
На врхунцу Другог свјетског рата, Јовановић је креирао трећу верзију по наруџби београдске љекарке Даринке Самодлаке, која је тражила да лик жене буде замијењен њеним ликом. Димензије ове верзије биле су 65,2×96,5 cm. Тренутна локација ове верзије је непозната и претпоставља се да је изгубљена. Када се рат приближио крају, тачније 1945. године, богати српски трговац Миленко Чавић наручио је четврту и посљедњу верзију, погрешно претпостављајући да су остале верзије нестале током ратних сукоба. Чавић је слику поклонио породици Мандукић на крају рата. Они су емигрирали у Сједињене Америчке Државе након што су комунисти дошли на власт у Југославији 1945. и са собом су однијели и слику у Њујорк. Ова верзија је враћена у Београд 2009. године и тренутно је изложена у Конаку кнегиње Љубице у Београду. Димензије четврте верзије су 39×59 cm.

## Пријем и насљеђе
Слика је добро примљена у Србији и иностранству; стекла је култни статус у српској популарној култури. Алузија на слику је направљена у филму Подземље Емира Кустурице из 1995. године, у којем су ратне избјеглице приказане како марширају према Београду на сличан начин, након њемачког бомбардовања града у априлу 1941. године. Неколико аутора је уочило сличности између Јовановићевог приказа сеобе и слика других преокрета у српској историји. Историчарка Катарина Тодић примјећује да постоје упечатљиве сличности између слике и фотографија повлачења Српске војске ка јадранској обали током Првог свјетског рата. Џуда напомиње да композиција подсјећа на слике егзодуса крајишких Срба након пада Републике Српске Крајине 1995. године.
Новинар Џон Кифнер описује Сеобу Срба као „балкански еквивалент слике Вашингтон прелази ријеку Делавер… моментално препознатљива петстогодишња борба против османских Турака”. Професор Дејвид А. Норис, историчар специјализован за српску културу, назива Јовановићев приступ као „високо ефектан”, а пише како стоички став свештеника, ратника и сељака подсјећа посматрача на историјски значај сеобе. Он тврди да су Сеоба Срба и сличне слике подстакле „ојачано колективно сјећање” међу новом српском средњом класом, „трансформишући… народно сјећање у модерни покретач за проналазак нове националне идеологије засноване на српској борби за слободу од стране доминације”. Историчар умјетности Мишел Факош описује слику као слављење српског „храброг покушаја да се одбрани хришћанска Европа од… османских Турака”. Историчар Ноел Малколм сумња у историјску истинитост приказа патријарха Арсенија III који предводи огромну колону избјеглица, те сматра да не постоје конкретни докази који би потврдили или оспорили да је број миграната прешао 40.000, како су тврдили црквени великодостојници.
Филиповић-Робинсонова слику поставља међу Јовановића три најбоља рада, заједно са Таковским устанком (1894) и Проглашењем Душановог законика (1900). Тај поглед дијели и историчарка умјетности Јелена Милојковић-Ђурић, као и Џуда. Филиповић-Робинсонова велича Јовановићев „бескомпромисан реализам” и хвали његове портрете миграната. Она пише како Панчевачка верзија „потврђује Јовановића као проницљивог коментатора… балканске историје” и указује на „методологију и техничку вјештину која му је већ донијела међународно признање”. Она пише да Јовановић „увјерава посматраче у вјеродостојност и аутентичност догађаја”, „он биљежи одлучност, снагу и достојанство народа… Без обзира на разлоге миграције, они се крећу напријед сложно да се суоче са тешким изазовима непознате земље”.